# Accra Lions FC
Accra Lions FC je ganski nogometni klub smješten u Accri. Trenutačno se natječu u Ghana Division One.
Klub je osnovan 12. prosinca 2015. godine.

## Poznati igrači
- Nasiru Moro
- Osman Bukari
- Olivier Boissy
- Jessie Guera Djou
- Joseph Amoah
- Evans Etti
- Rahim Ibrahim
- Alex Agyarkwa
- Rauf Salifu
- Hagan Frimpong
- Jacob Mensah

## Vanjske poveznice
- Službena stranica